# Salix rehderiana
Espèce
Classification APG III (2009)
Salix rehderiana, le saule de Rehder, est une espèce de plantes à fleurs de la famille des Salicaceae. C'est un saule originaire de Chine.

## Synonymie et variétés
- Salix rehderiana var. dolia (C. K. Schneider) N. Chao ;
- Salix rehderiana var. rehderiana[2].

## Description
Salix redheriana est un arbuste ou un petit arbre. Ses rameaux sont bruns ou brun terne, glabres ou peu pubescents. Les bourgeons brun jaunâtre, ovoïdes oblongs. Les stipules semi-ovales elliptiques, mesurent de 7 à 8 mm. Ils sont dentés, glandulaires à la marge, à long apex acuminé. Le pétiole mesure de 2 à 8 mm, il est duveteux blanc. Le limbe va de lancéolé à oblancéolé, il fait de 5 à 11 × 1,2 à 2,5 cm. Il est abaxialement verdâtre, duveteux blanc ou glabre, vert adaxialement sombre, pubescent, la base est cunéiforme, rarement arrondie, la marge sub-entière ou crénelée glandulaire, à sommet obtus, aigu, ou courtement acuminé. 
La floraison est précoce et presque cotonneuse. Les chatons mâles sont ellipsoïdes, sessiles. Leur bractée est oblongue, avec des villosités. La fleur mâle porte une glande adaxiale, étroitement oblongue, avec 2 étamines. Les filaments sont libres ou unis à la base, glabres ou peu de temps pubères à la base. Les anthères sont jaune doré ou violettes. Le chaton femelle est porté par un pédoncule court, avec 2 ou 3 folioles. La fleur femelle montre un ovaire cylindrique-ovoïde, de 4 à 6 mm, duveteux ou sub-glabre, sub-sessile. Le style est long,  à moitié aussi long que l'ovaire. Les stigmates 2 (-4) sont brunâtres. La capsule est pileuse ou glabre. La floraison a lieu en avril-mai, la fructification en mai-juin.
- L'espèce apprécie la montagne, les pentes, sous forme de bosquets, près des ruisseaux, à une altitude comprise entre 1400 et 4000 m. Elle se rencontre en Chine, dans les provinces de Gansu, Ningxia, Qinghai, Shaanxi, Sichuan, Xizang, Yunnan.